# Вербка (Ярмолинецька селищна громада)
Ве́рбка — село в Україні, у Хмельницькому районі (до 2020 року Ярмолинецький район) Хмельницької області. Належить до Ярмолинецької селищної громади.

## Історія
У XIX столітті село називалося Вербка Дерев'яна (рос. Деревянная Вербка).

## Основні дані

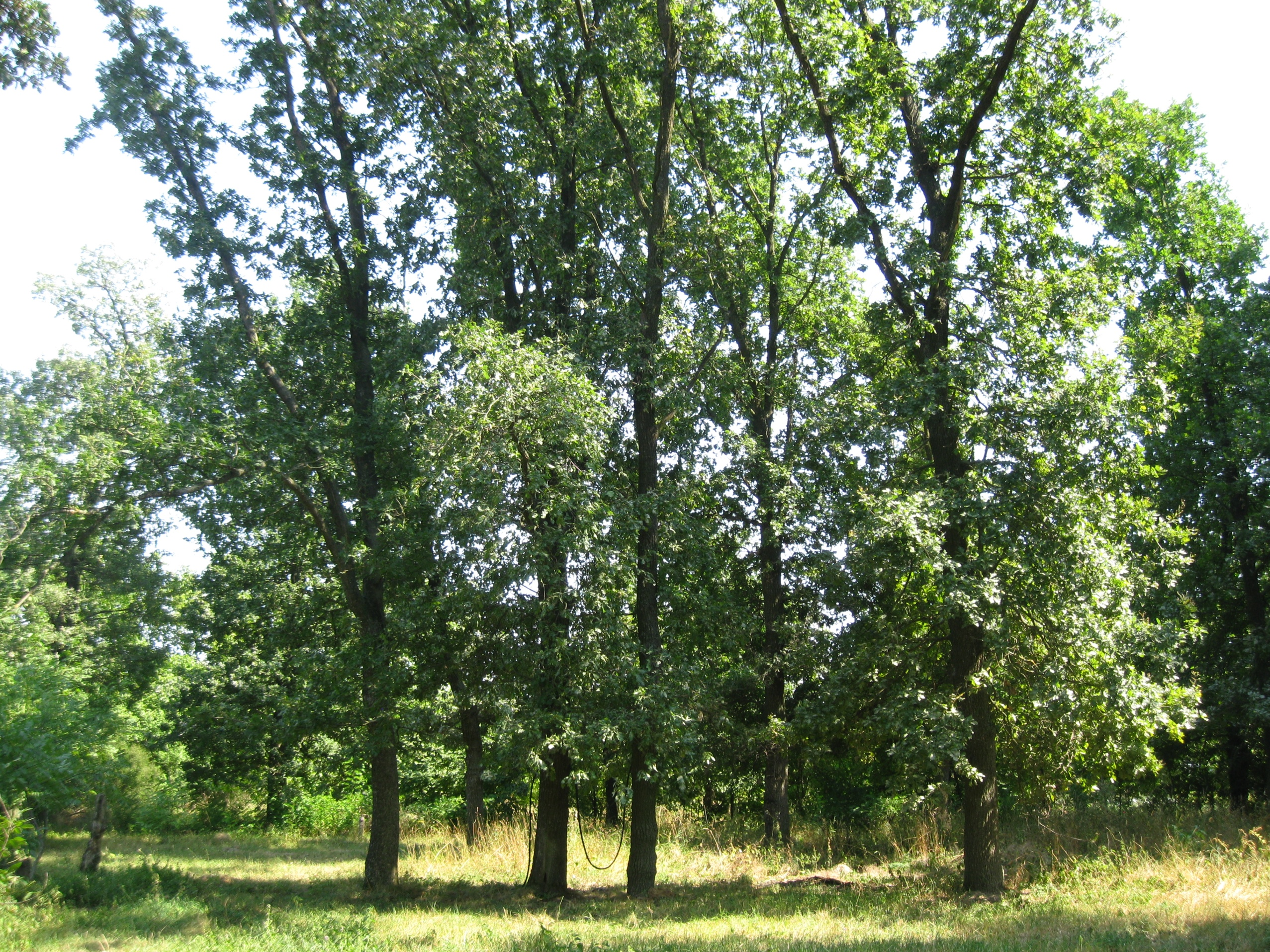
Парк «Вербківський».

Село розташоване на південному сході Хмельницького району, за 20 км (автошляхом) від центру — Ярмолинець та за 35 км від районного центру — Хмельницький.
Населення становить: 2001 рік — 552 особи, 2011 рік — 424 особи. Площа — 2,23 км². Середня щільність населення — 190,13 осіб/км².
У селі Вербка, станом на 1 січня 2011 року, працює поштове відділення, АТС, два магазини, фельдшерсько-акушерський пункт. Приміщення освітянського закладу (школа) на 120 місць не працює. У селі розташований Вербківський парк.

## Географія
На північно-західній околиці села бере початок річка Студенка, ліва притоку Ушиці.

## Символіка

### Герб
В зеленому щиті U-подібний червоний бічник, відділений золотою нитяною бурхливо-хвилястою облямівкою. В центрі щита золота вербова гілка з срібними «котиками», поставлена у стовп, від якої у правий і лівий перев'язи відходять менші гілки. У лазуровій трикутній главі золоте сонце. Щит вписаний в золотий декоративний картуш і увінчаний золотою сільською короною. Унизу картуша напис «ВЕРБКА».

### Прапор
Квадратне зелене полотнище має червону облямівку у 1/6 ширини прапора, відділену жовтою тонкою бурхливо-хвилястою облямівкою. В центрі жовта вертикальна гілка з білими «котиками», від якої у древковий і вільний верхні кутки відходять менші гілки. Від верхніх кутів до середини полотнища виходить синій трикутник, на якому жовте сонце.

### Пояснення символіки
Верба означає назву села, бурхлива облямівка (трипільський візерунок) — давнє трипільське поселення, що знаходилося в цій місцевості. На прапорі повторюються кольори і фігури герба.

## Галерея

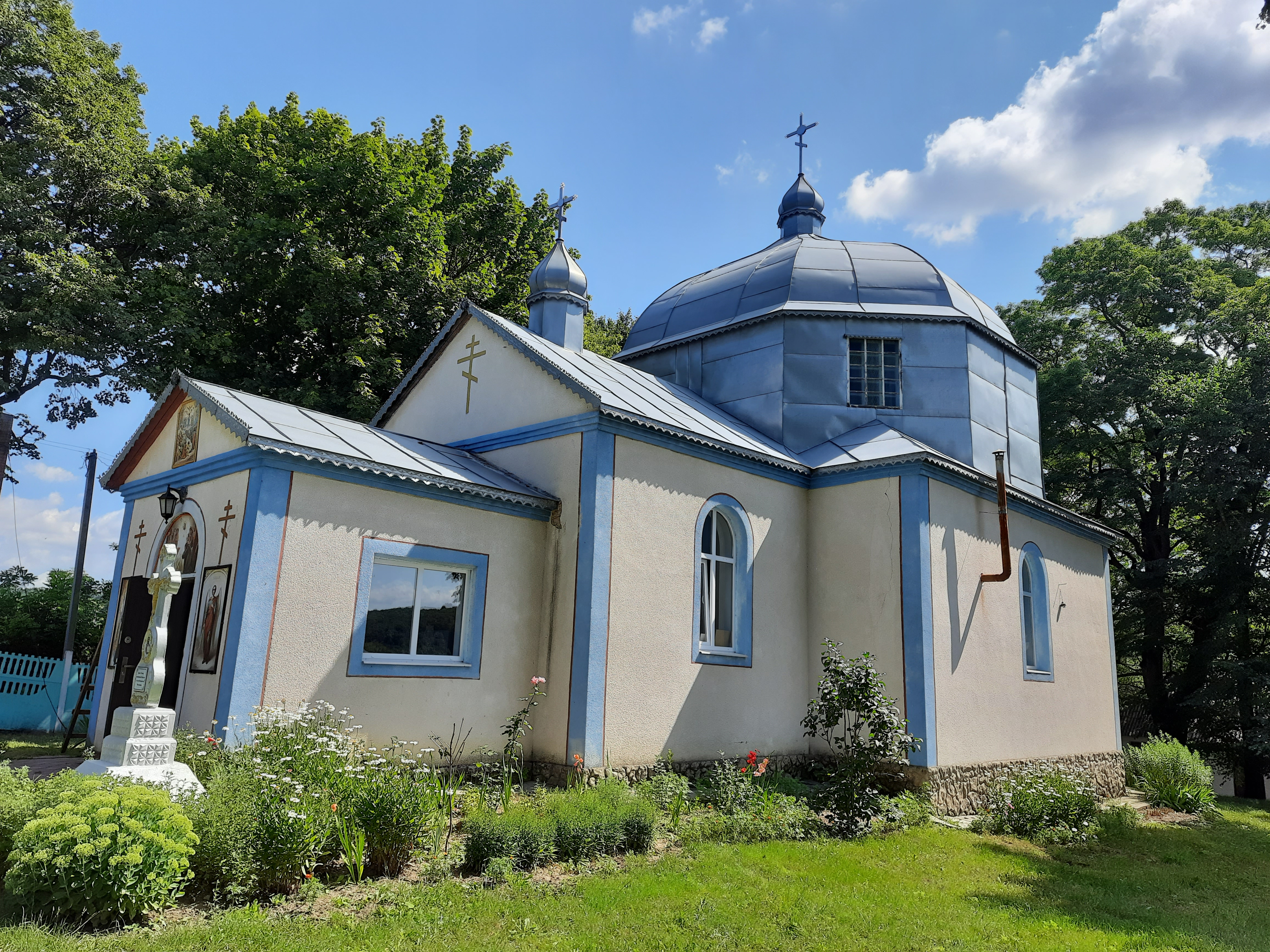
Успенська церква
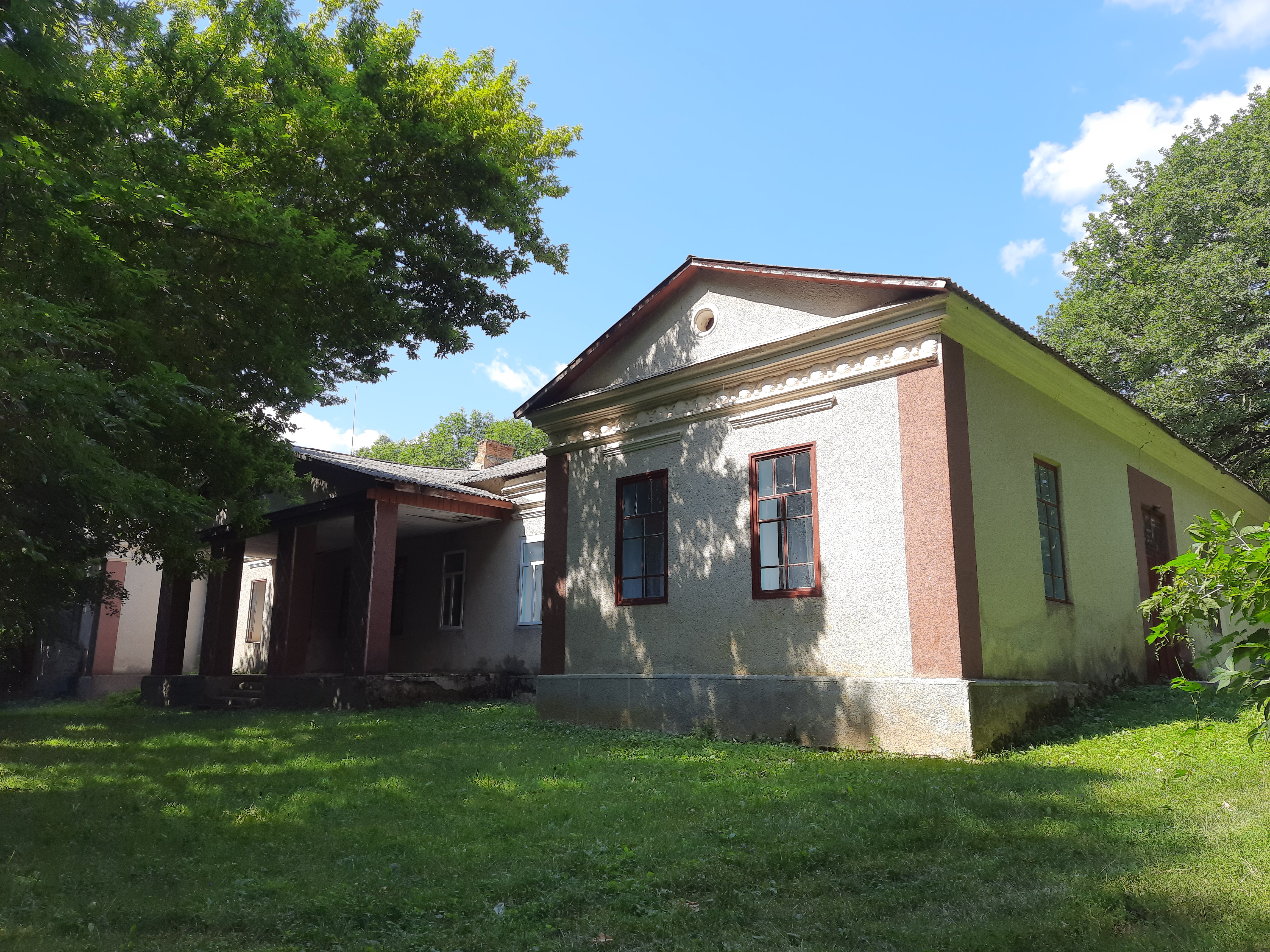
Поміщицький будинок
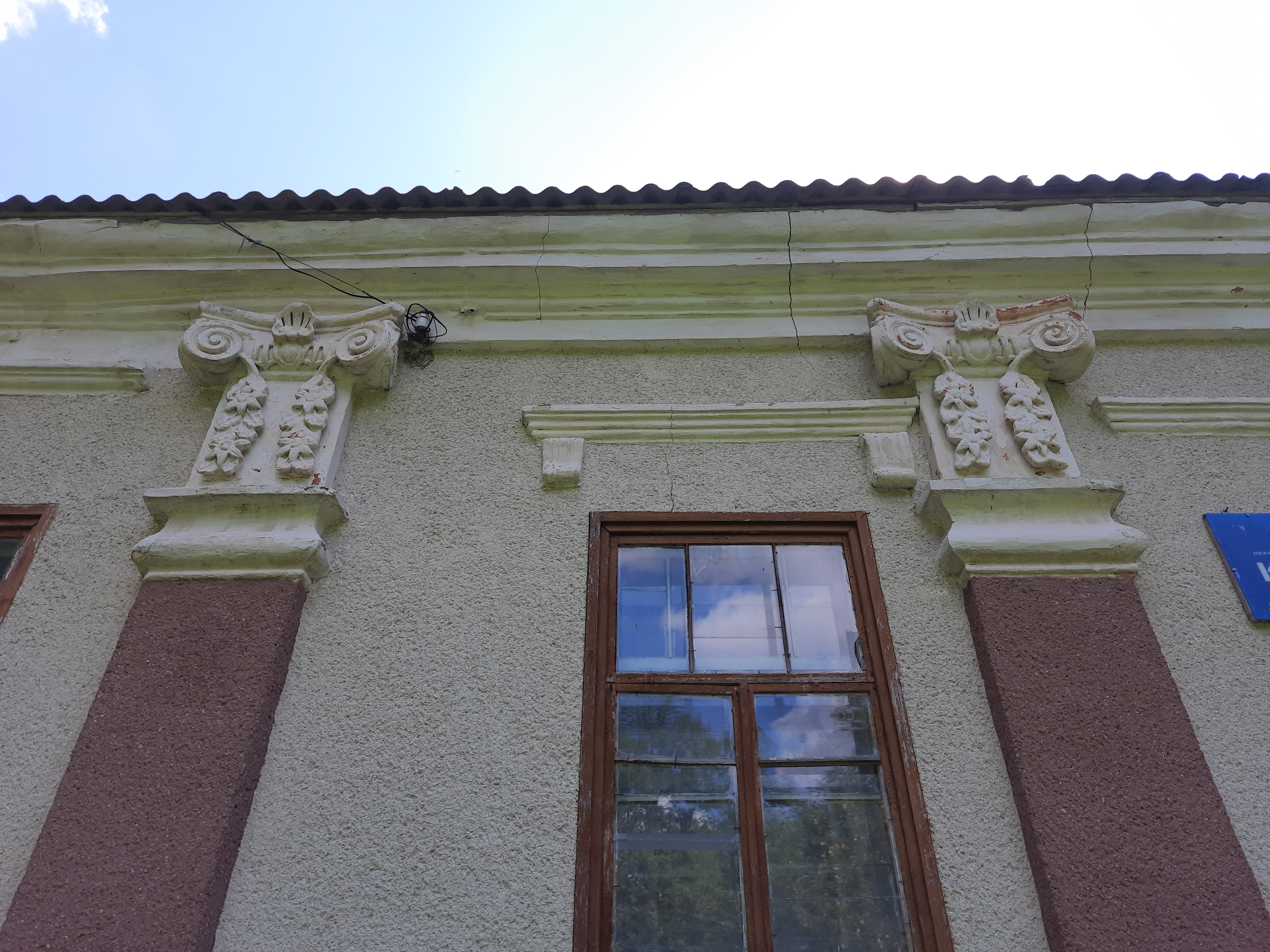
Фрагмент поміщицького будинку
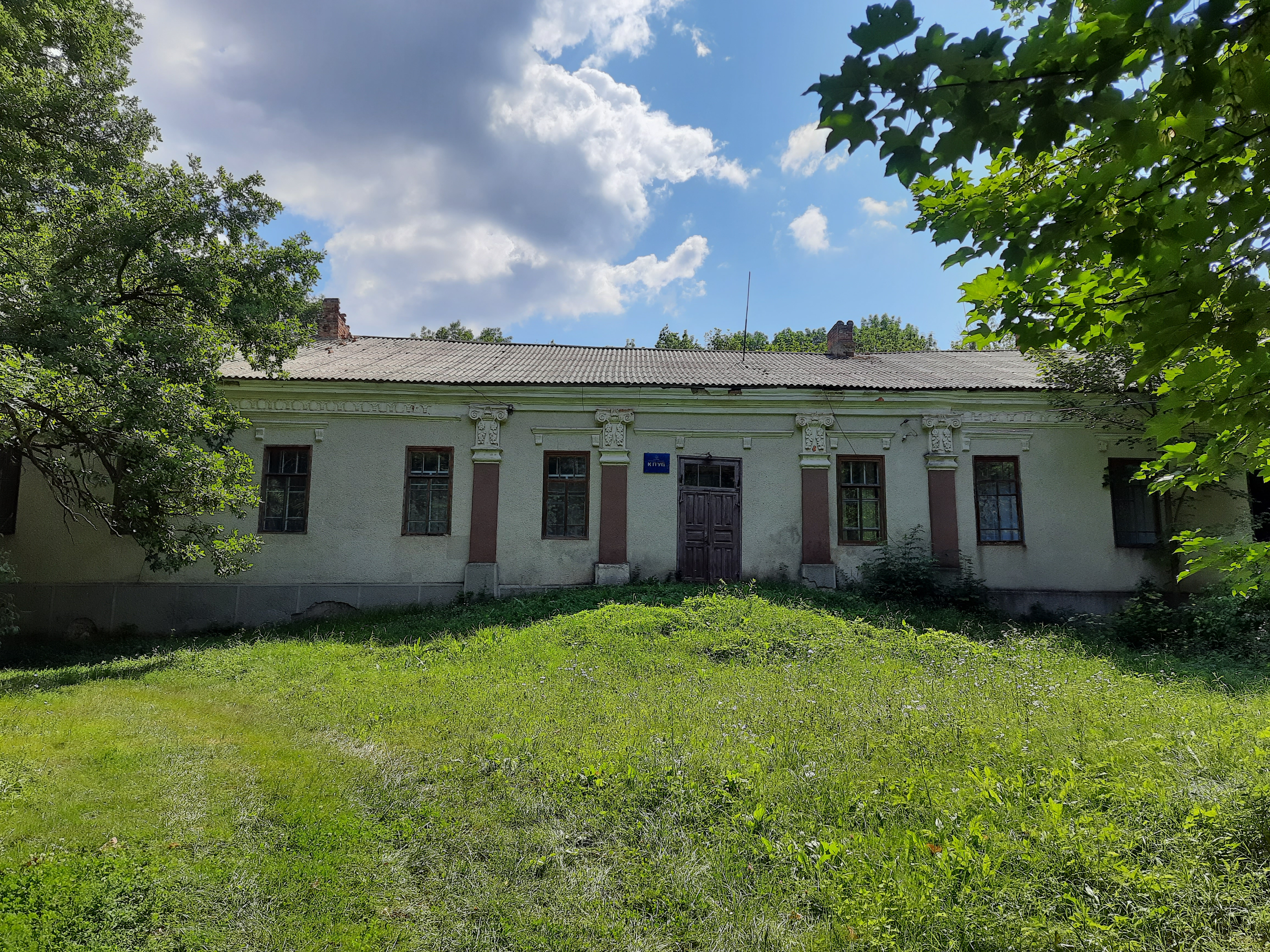
Клуб
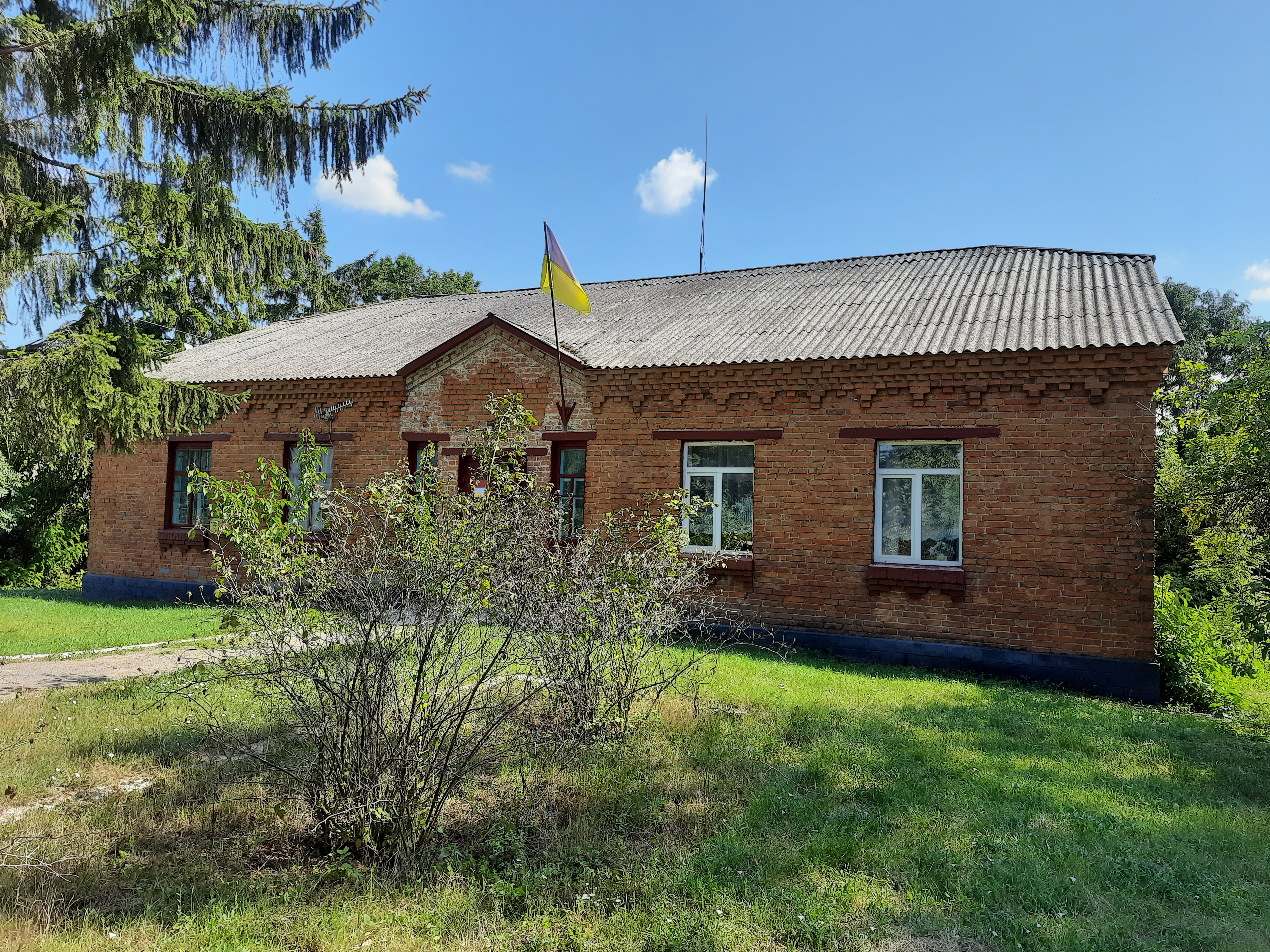
Старостат
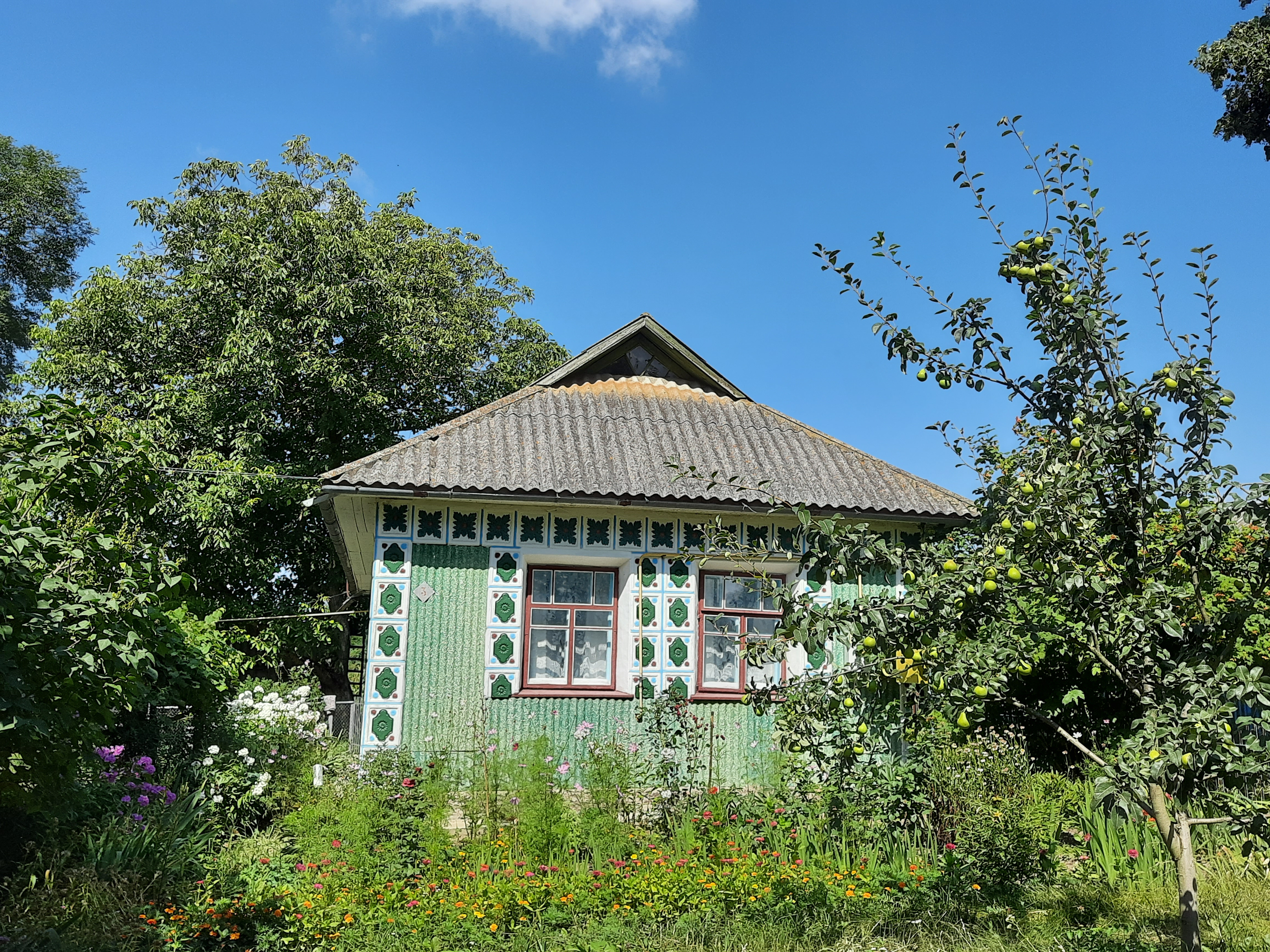
Сільська хата
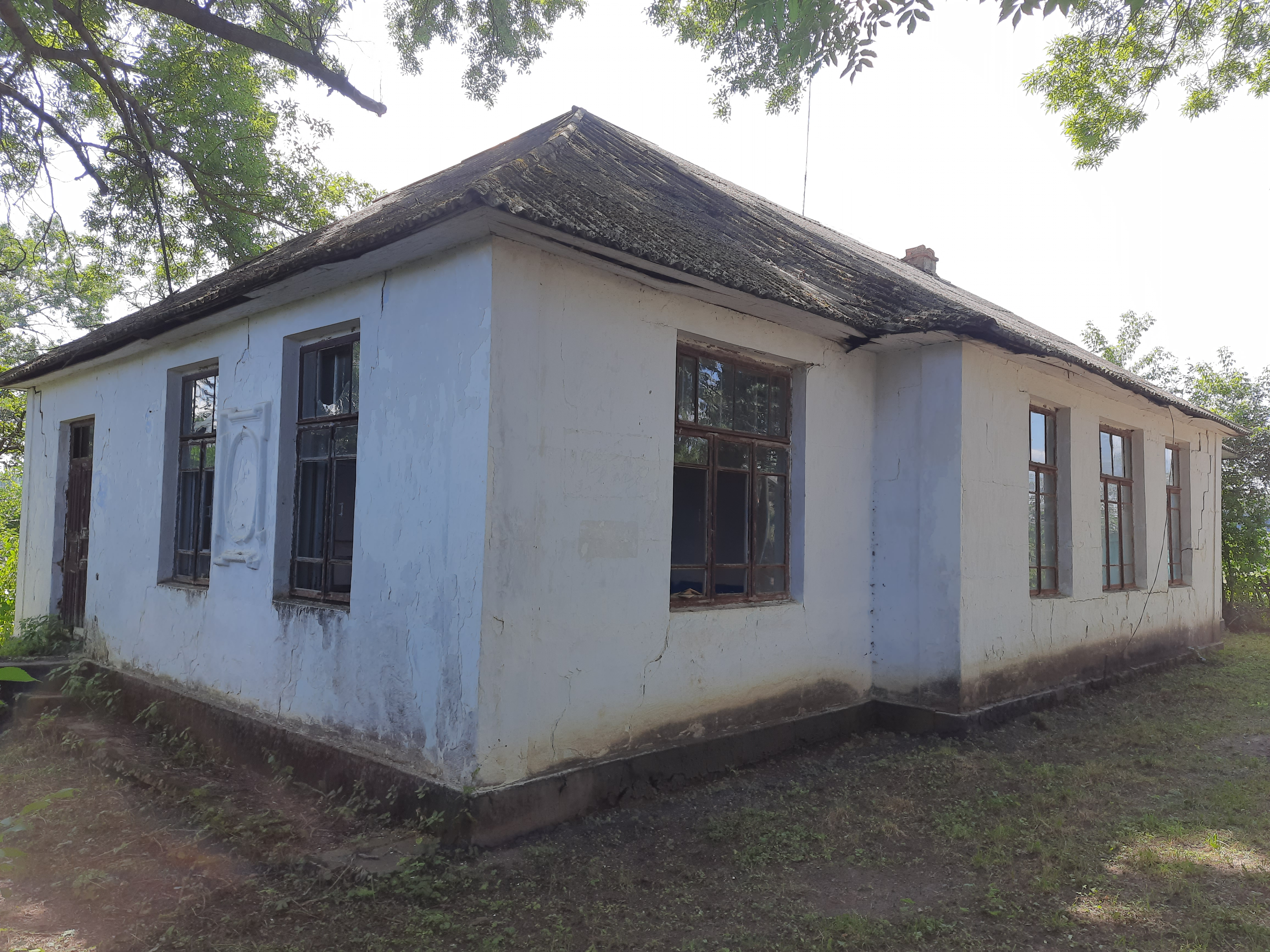
Будівля колишньої школи
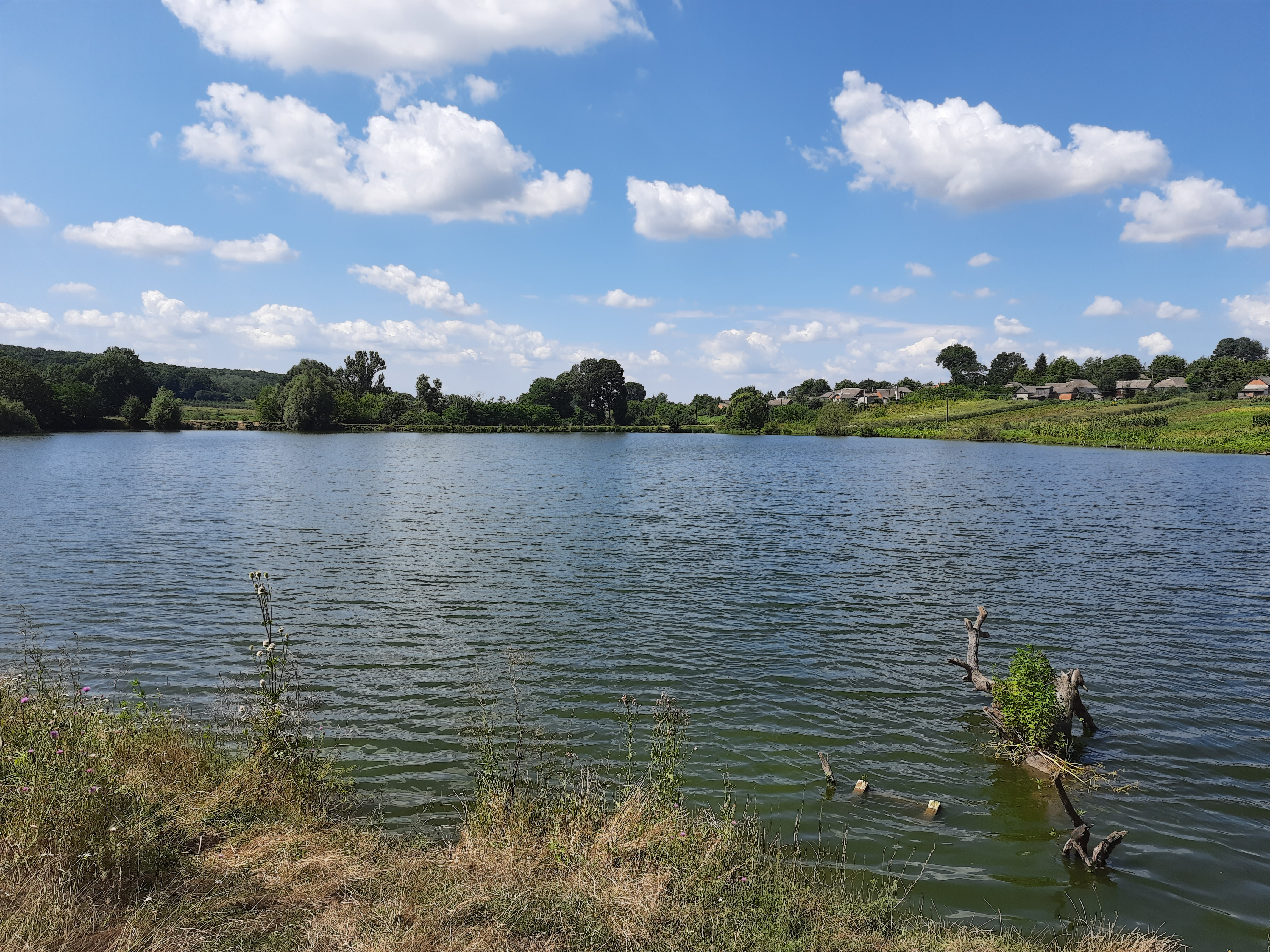
Став біля села